# Paul Josef Nardini
Paul Josef Nardini (25. července 1821, Germersheim – 27. ledna 1862, Pirmasens) byl německý římskokatolický kněz, zakladatel kongregace Chudých františkánek od Svaté rodiny. Katolická církev jej uctívá jako blahoslaveného.

## Život
Narodil se dne 25. července 1821 v Germersheimu ve Falcku jako nemanželské dítě Margaretě Lichtenberger. Jeho otec není znám, některé záznamy naznačují, že by jím mohl být rakouský důstojník z pevnosti Germersheim Joseph Zocchi von Morecci. Jeho matka byla nezaměstnaná a žila v hluboké chudobě, pročež jej dala jako dvouletého do péče své tetě z otcovy strany.
Jeho matka byla nezaměstnaná, a nebyla schopna zajistit sebe a svého syna. Po dvou letech života v hluboké chudobě předala svého syna své tetě z otcovy strany Marii Barbaře Lichtenberger, která byla provdána za Antona Nardiniho. Pár jej adoptoval adoptoval, dal mu vlastní příjmení a poskytoval mu vzdělání.
Prokázal mimořádnou pečlivost při studiu. Po absolvování studia na gymnáziu se rozhodl stát knězem. Nastoupil na kněžský seminář ve Špýru, kde v letech 1841–1843 studoval filozofii. Poté nastoupil na univerzitu Ludwiga Maxmiliána v Mnichově, kde roku 1846 získal doktorát z teologie.
Dne 5. června 1846 přijal nižší svěcení a následujícího dne byl vysvěcen na podjáhna. Poté se vrátil do Špýru, kde byl 11. srpna vysvěcen na jáhna a 22. srpna téhož roku přijal v katedrále Panny Marie a sv. Štěpána ve Špýru kněžské svěcení. Nejprve sloužil jako kaplan ve Frankenthalu a poté jako správce farnosti v Treburu, než se stal prefektem na diecézní internátní škole ve Špýru.
V únoru roku 1851 byl ustanoven farářem chudé farnosti v Pirmasens. Sem se za ním na jeho žádost přestěhovala i jeho rodina. Pomáhal chudým a byl známý jako horlivý kazatel, kdy obrátil mnoho protestantů, žijících v oblasti na katolickou víru.
Roku 1853 požádal Sestry Nejsvětějšího Spasitele, sídlící v Niederbronnu, aby v Pirmasensu pomáhaly v charitativních činnostech, např. vzdělávání chudých dětí a péči o nemocné. Řeholnic však bylo v Pirmasensu málo, pročež se rozhodl založit novou řeholní komunitu, která by tyto potřeby naplňovala.
Roku 1855 založil novou ženskou řeholní kongregaci Chudých františkánek od Svaté rodiny a 2. března téhož roku předal dvěma prvním čekatelkám řeholní hábit. Kongregace se pod jeho ochranou začala rozrůstat i přes značné obtíže, způsobené protesty protestantské většiny, žijící v oblasti. Dne 10. března 1857 byla jím založená kongregace oficiálně uznána místním biskupem.
V lednu roku 1862 se při návštěvě nemocného farníka nakazil tyfem. Zemřel na tyfus dne 27. ledna 1862 v Pirmasensu. Jeho ostatky jsou uloženy v kapli kláštera jím založené kongregace v Pirmasenu.

## Úcta

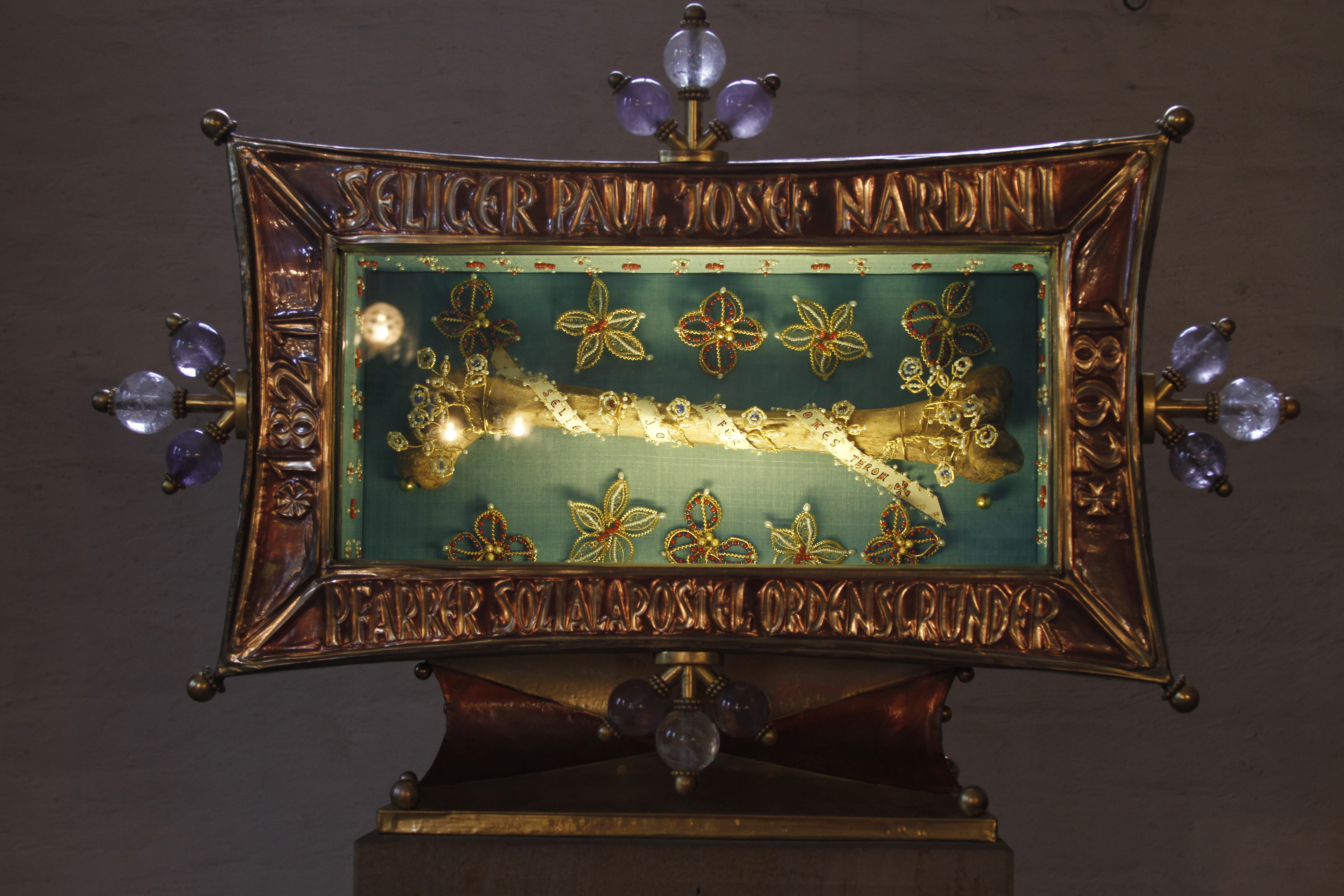
Jeho relikvie v katedrále Panny Marie a sv. Štěpána ve Špýru

Jeho beatifikační proces započal dne 1. července 1994, čímž obdržel titul služebník Boží. Dne 19. prosince 2005 jej papež sv. Jan Pavel II. podepsáním dekretu o jeho hrdinských ctnostech prohlásil za ctihodného. Dne 26. června 2006 byl uznán zázrak na jeho přímluvu, potřebný pro jeho blahořečení.
Blahořečen pak byl dne 22. října 2006 v katedrále Panny Marie a sv. Štěpána ve Špýru. Obřadu předsedal jménem papeže Benedikta XVI. kardinál Friedrich Wetter.
Jeho památka je připomínána 27. ledna. Bývá zobrazován v kněžském oděvu.